# Beoosten en bewesten Blijpolder
De Beoosten en bewesten Blijpolder is een polder ten zuiden van Axel, welke behoort tot de Beoosten Blijpolders, in de Nederlandse provincie Zeeland.
Feitelijk bestaat de polder uit de twee delen: de Beoosten Blijpolder en de -veel kleinere- Bewesten Blijpolder.
De inpoldering vond plaats in 1790 en had betrekking op een uitgestrekt schorrengebied in het Axelse Gat, bestaande uit de schorren van Moncado, van de Verkensputten, van Sint-Jacob, van Sint-Marcus, van Reygersbos en van Sint-Anna. Ook lag er een geul in het gebied, die onder meer langs het Fort Sint-Jacob voerde.
In 1766 werd door de Staten van Zeeland (die het Land van Axel bestuurden) toestemming verleend om de schorren te bedijken, mits de vaarweg door het Axelse Gat intact zou blijven. Dit leidde tot conflicten, onder andere met de Staten-Generaal (die de aangrenzende Generaliteitslanden bestuurde), en het stadsbestuur van Axel.
Ondertussen was begonnen met de inpoldering van het Hellegat, waardoor het Land van Axel, dat voordien een eiland was, verbonden werd met het Land van Hulst. Zo werd een dijk aangelegd, de Derde Verkorting, die de oostgrens van de nieuwe polder zou vormen.
In 1790 werd, ten westen van Axel, de Sasdijk aangelegd, die van Zwartenhoek naar Axelsche Sassing loopt. Aldus ontstond de Beoosten en bewesten Blijpolder, met een oppervlakte van 1.950 ha op een na de grootste polder in Zeeuws-Vlaanderen.

## Bijzonderheden
Binnen de polder liggen de natuurgebieden Smitsschorre en Zwartenhoekse Kreek. Daarnaast zijn er vele kreekrestanten en overblijfselen van de Staats-Spaanse Linies te vinden, zoals Fort Sint-Jacob, Fort Sint-Nicolaas en Fort Sint-Joseph.
In de polder ligt de buurtschap Drieschouwen.